# 三大战役
指的是在1948年9月至1949年1月間，中国人民解放军與中華民國國軍在第二次国共内战中的三次關鍵戰役。三次會戰是指辽沈战役、淮海战役与平津战役，均以解放军的胜利告终。

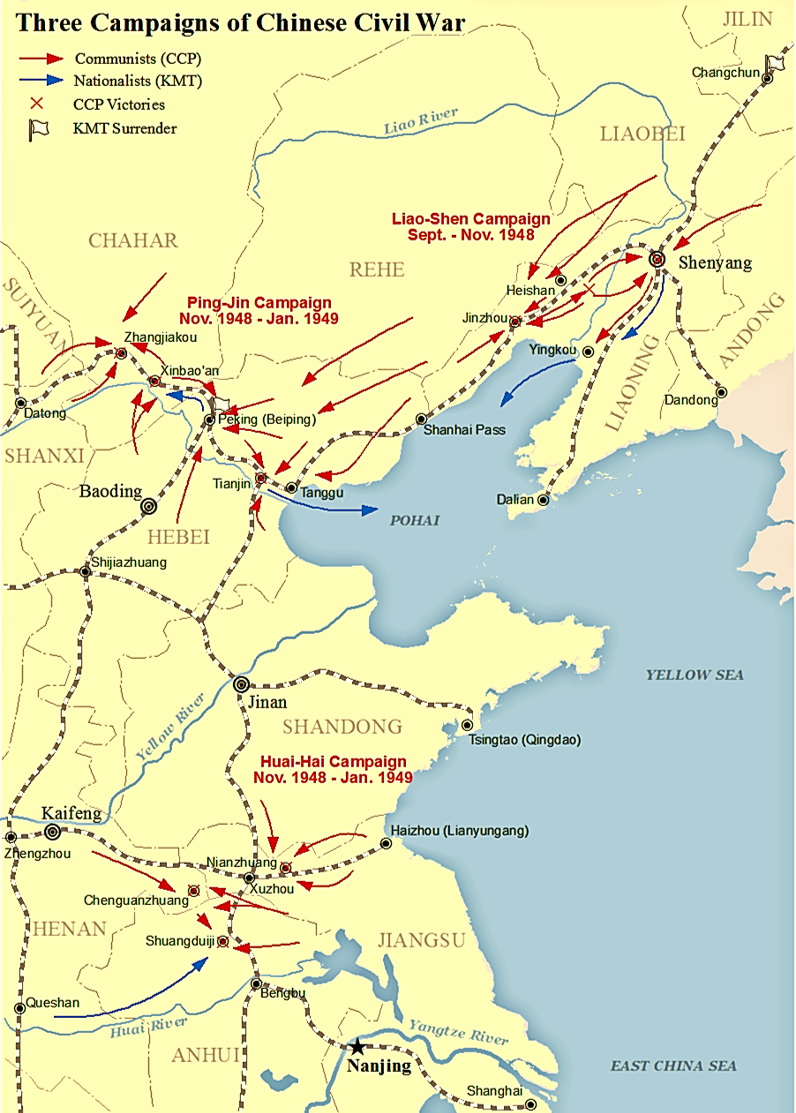
第二次国共内战三大战役

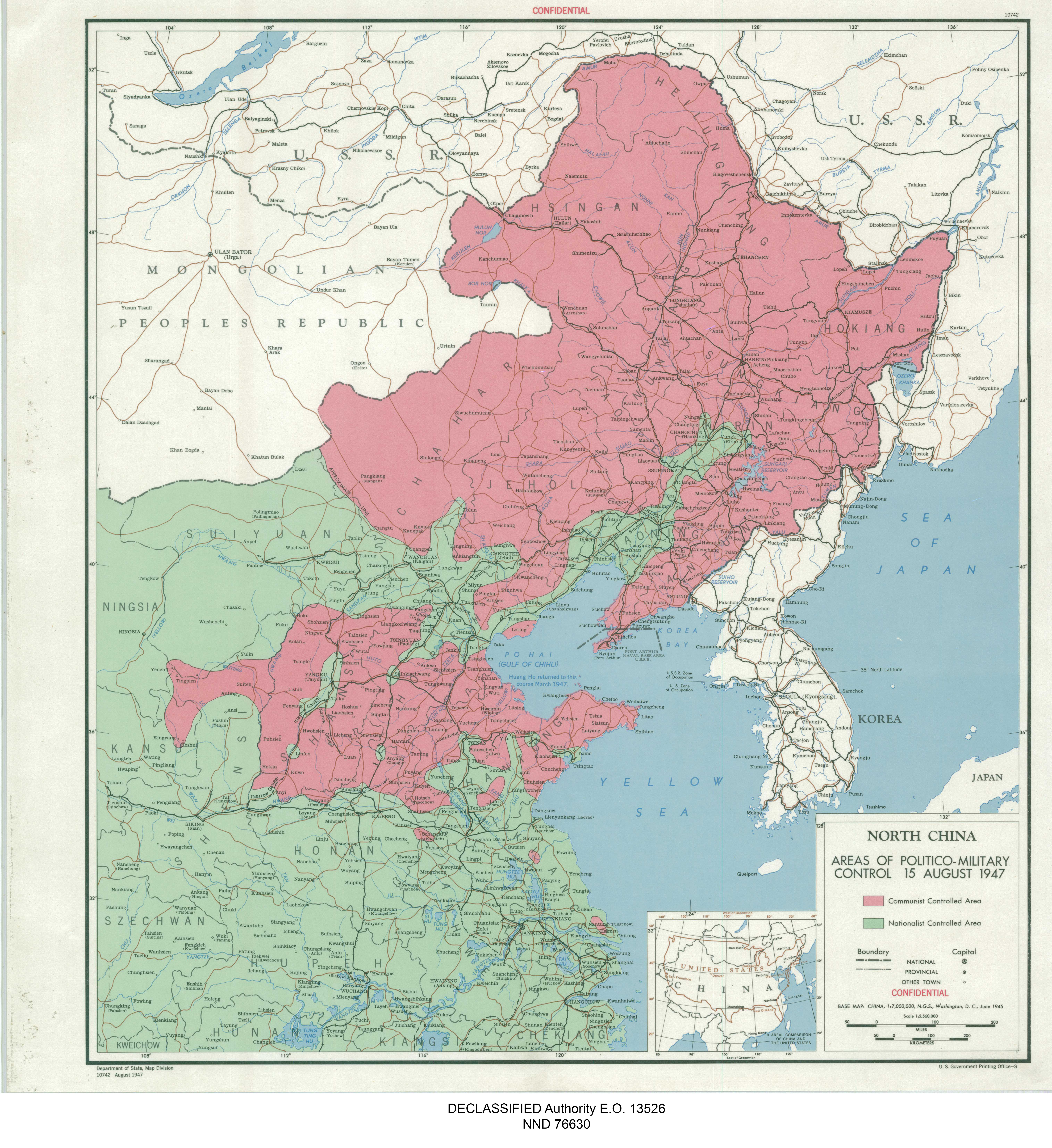
1947年8月形势图，红色为解放军控制区，绿色为国统区

1947年7月，解放軍轉入戰略進攻:472。由1948年起，在三大战役结束后，國軍損失超過150万，精锐部队丧失殆尽，中國國民黨所領導的中華民國政府在中国大陆的统治逐漸崩溃。而中國共產黨勢力經年累月積攢，及在中国抗日战争中磨练的灵活的游击战术之優勢完全顯現，開始渡江并向全中國进一步进军。以至1950年打下海南島與西康，至此中國共產黨控制中國除西藏外的大部分地區。

## 遼西會戰
从1948年9月12日至11月2日（52天），林彪、罗荣桓率领的东北野战军向中國東北的锦州、长春等地發起進攻，与國軍東北剿匪總司令部（總司令衛立煌）所屬的主力部隊进行了52天的作战，國軍傷亡被俘共计47万2千餘人，東北全境為中共所佔，从而使解放军之優勢顯現，此战役中華人民共和國称为遼瀋战役，中華民國政府称作「遼西會戰」或「遼瀋會戰」。

## 徐蚌會戰
从1948年11月6日至1949年1月10日（66天），刘伯承、陈毅、粟裕、邓小平等率领的华东野战军和中原野战军60万人，在淮河、海州一线附近与国军徐州剿匪总司令部（總司令劉峙）所屬的主力部隊和华中剿匪总司令部（總司令白崇禧）所屬的增援部队共80万人进行战略决战，以伤亡13万4千余人的代价，消灭及改编國軍黄百韬、黄维、邱清泉、李弥、孙元良等部55万5千人。战役结束后，解放军控制了长江以北的广大地区，直接威脅中華民國首都南京。此战役称为淮海战役，历时66天，奠定了解放长江以南各省的基础，對中國形勢有深遠影響。粟裕在此战役中战功卓著，毛泽东评“粟裕同志立了第一功”。此战役中華人民共和國称为淮海战役，中華民國政府方面称作「徐蚌會戰」。

## 平津會戰
从1948年11月29日至1949年1月31日（64天），林彪、羅榮桓与聶榮臻等人率东北野战军和华北野战军共100万，包围了國軍华北剿匪总司令部（總司令傅作义）所屬主力部隊之50餘萬國軍，先后通过新保安、天津等战役，消灭了国军部分主力，最终解放军与傅作义达成协议，傅作义开城投降。通过这次战役，國軍陈长捷、傅作义等部共52万餘人被歼灭及改编，解放军佔領了北平、天津及張家口等地。此战役中華人民共和國称为平津戰役，中華民國政府方面称作「平津會戰」。

## 文学作品
- 大決戰，八一电影制片厂于1980年代中期开始拍摄的相关电影的统称。
- 大决战 (电视剧)，2021年拍摄的电视连续剧。